# Палац Могошоая
Палац Могошоая (рум. Palatul Mogoșoaia) — палац валаських воєвод, що побудований у селі Могошоая за 16 км від Бухареста. Побудований в 1689-1702 роках воєводою Константіном Бринковяну. Це один з перших зразків бринковянского архітектурного стилю, що сформувався під впливом архітектури Північної Італії та Османської імперії. Цей стиль відрізнявся великою кількістю різьблених архітектурних прикрас, декоративних розписів, веранд, лоджій тощо.
У 1714 році, після страти Костянтина Бринковяну султаном Ахмедом III, палац був конфіскований турками, які перетворили його в готель. З приходом в 1853 році російських військ, його використовували під збройові склади. Значно потерпілий в ході російсько-турецької війни, Могошоая був відреставрований в 1860-1880 роках. Нові власники, князі Бібеску, відтворили багаті прикраси, ажурні балкони і балюстради, колони з різьбленого дерева - все те, що втілювало гармонійне поєднання західного і східного архітектурних стилів. Нащадки князів, відома аристократична родина Бібеску, володіли Могошоая до закінчення Другої світової війни. При них в палаці гостювали багато знаменитостей, серед них французький письменник Антуан де Сент-Екзюпері.
У 1945 році палац став державною власністю. У ньому зберігаються старовинні меблі і предмети побуту 17-19 століть, ікони, картини, історичні документи.